# Alkistis Skalkidou
Alkistis Skalkidou, född 1977 i Aten, är professor vid Institutionen för kvinnors och barns hälsa på Uppsala universitet.
Skalkidou är i grunden läkare i obstetrik och gynekologi och doktorerade i epidemiologi 2005. Hennes forskningsområden är bland annat förlossningsdepression och dess effekter på barnet och internetbaserad psykologisk behandling av Vulvodyni.
Hon är en av forskarna bakom appen Mom2be som lanserades 2019. I appen kan havande registrera information om sin graviditet. Informationen analyseras med hjälp av AI och syftet i längden är att kunna identifiera vilka som riskerar att drabbas av till exempel förlossningsdepression eller för tidig födsel.
Skalkidou tilldelades 2019 Eric K. Fernströms svenska pris, för sin forskning om kvinnors mentala hälsa i samband med förlossning.